# Timofej Skopin
Timofej Sergejevitsj Skopin (Russisch: Тимофей Сергеевич Скопин) (Kirov, 5 april 1989) is een Russische langebaanschaatser die is geboren in de toenmalige Sovjet-Unie. Skopin komt in 2010 uit voor Rusland op de Olympische Winterspelen 2010 in Vancouver.

## Persoonlijke Records
| Afstand | Datum            | Baan           | Tijd    |
| ------- | ---------------- | -------------- | ------- |
| 500m    | 28 november 2009 | Calgary        | 35,33   |
| 1000m   | 13 december 2009 | Salt Lake City | 1.09,70 |
| 1500m   | 14 februari 2009 | Kolomna        | 1.49,40 |
| 3000m   | 1 februari 2008  | Kolomna        | 3.55,52 |
| 5000m   | 15 december 2007 | Kolomna        | 6.57,78 |